# Otto Philipp Virdung von Hartung
Otto Philipp Virdung von Hartung (* 8. Juli 1696 in Würzburg; † 1758 in Eichstätt) war ein deutscher Mediziner und praktischer Arzt in Bamberg.

## Leben
Otto Philipp Virdung von Hartung studierte bei Lorenz Heister an der Universität Altdorf Medizin und wirkte anschließend als praktischer Arzt in Bamberg. In späteren Jahren wechselte er nach Eichstätt.
Am 11. August 1734 wurde Otto Philipp Virdung von Hartung mit dem akademischen Beinamen Melissus II. unter der Matrikel-Nr. 443 als Mitglied in die Leopoldina aufgenommen.
Otto Philipp Virdung von Hartung zugeschriebene literarische Werke beruhen auf einer Verwechslung mit Michael Erich Franck, der unter dem Pseudonym Melisso bzw. Melissus veröffentlichte.

## Schriften
- Dissertatio Medico-Chirurgica Publica Et Solennis De Optima Cancrum Mammarum Extirpandi Ratione: Notabili Casu Illustrata. Meyer, Altorf (Digitalisat).